# James Paine
James Paine (Andover, 1717 – 1789) è stato un architetto inglese.

## Biografia

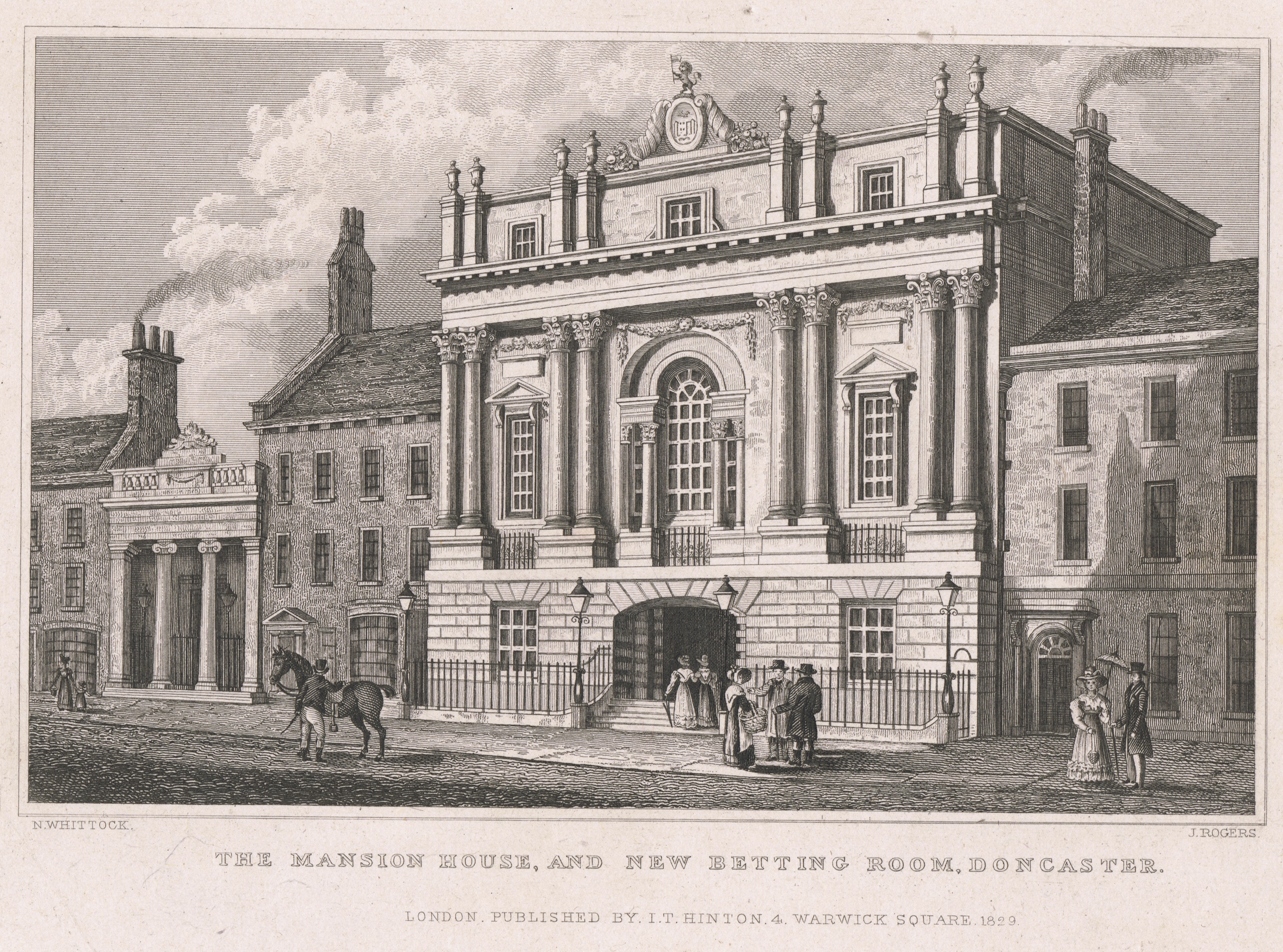
Mansion House, Doncaster

Nel 1745, la Doncaster Corporation scelse il giovane architetto James Paine per progettare una Mansion House da utilizzare per "l'ospitalità civica e le celebrazioni" a Doncaster in Scozia (1745-1748). Paine si ispirò per la facciata dell'edificio, al progetto di Inigo Jones per un palazzo reale a Whitehall. Dopo questo esordio, la carriera di Paine fu ben avviata e nei successivi quarant'anni si affermò come uno dei principali architetti del revival palladiano e uno dei primi rappresentanti della decorazione d'interni rococò a metà del XVIII secolo.
Paine fu molto apprezzato per la progettazione e la decorazione di grandi case con magnifiche scalinate per l'aristocrazia e le case per la nobiltà terriera, oltre a realizzare edifici funzionali, luoghi di culto e ponti.
Anche se soggiornò per gran parte della sua vita a Londra, i suoi lavori si trovano principalmente nella regione dei Midlands e del Nord.
Paine si ispirò alle opere e agli scritti dell'architetto veneziano Andrea Palladio (1508-1580) e di Inigo Jones (1573-1652), e con le sue opere condusse il revival palladiano verso il Neoclassicismo.
Paine nacque ad Andover, nell'Hampshire, nel 1717, figlio di un falegname, e si avvicinò all'architettura studiando disegno all'Accademia Saint Martin di Londra. In quegli anni attirò l'attenzione del circolo di Lord Burlington (1694-1753), sostenitore del revival palladiano, e promotore di giovani architetti meritevoli.
L'esordio di Paine avvenne nel 1737 a Nostell Priory, nel West Yorkshire, una grande casa progettata in stile palladiano dall'architetto James Moyser, per la quale Paine eseguì le decorazioni interne della casa.
Dopo il progetto del 1745, Paine rilevò nel 1753 lo studio di architettura di Garrett a Londra e in pochi anni lavorò per ristrutturazioni alle case cittadine dei duchi di Northumberland nel Castello di Alnwick, nel Norfolk a Worksop Manor e per le scuderie e il ponte della villa di Chatsworth House.
Tra gli altri suoi lavori londinesi si ricordano quelli per Lincoln's Inn e Coutts Bank, una grande casa a Whitehall per Sir Matthew Featherstonhaugh, Lumley Castle, Thorndon Hall, Workshop Manor, Wardour e l'interessante Kedleston Hall, tutti realizzati tra il 1735 e il 1770, in un periodo in cui Paine si dimostrò uno degli architetti inglesi più apprezzati.
Per diffondere i suoi risultati ed esprimere le sue idee sull'architettura, Paine pubblicò i Piani, prospetti, sezioni e altri ornamenti della Mansion House, Doncaster (Plans, Elevations, Sections and Other Ornaments of the Mansion House, Doncastenel, 1751) e nel 1767, pubblicò il primo volume di Piani, Prospetti e Sezioni di nobili e gentiluomini (Plans, Elevations and Sections of Noblemen and Gentlemen's Houses), un secondo volume venne pubblicato nel 1783. Questi libri compresero pregevoli incisioni di tutti i suoi lavori più importanti accompagnati da note di spiegazioni.
Nel 1789, James Paine morì in Francia all'inizio della Rivoluzione francese.

## Opere
- Nostell Priory, Yorkshire (c. 1737–1750);
- Heath House, Yorkshire (1744–1745);
- Hickleton Hall, Yorkshire (1745–1749);
- Mansion House, Doncaster (1745–1748);
- Cusworth Hall, Yorkshire (1749–1753);
- Wilsford Manor, Lincolnshire (1749);
- Wadworth Hall, Yorkshire (c. 1749–1750);
- High Melton Hall, Yorkshire (c. 1750);
- Sprotbrough Hall, Yorkshire (c. 1750);
- Milnsbridge Hall, Yorkshire (c. 1750);
- Bierley Hall, Yorkshire (c. 1750);
- Ormsby Hall, Lincolnshire (1750–1756);
- Felbrigg Hall (1751–1756);
- Dinnington Hall, Dinnington, Yorkshire (c. 1751–1757);
- Kirkstall Grange, Headingley, Yorkshire (1752);
- Cowick Hall, Yorkshire (1752–1760);
- Blagdon Hall, Northumberland (1753–1756);
- Northumberland House, Londra (c. 1753–1757);
- Raby Castle, County Durham (c. 1753–1760);
- Alnwick Castle, Northumberland (c. 1754–1768);
- Hardwick Hall, County Durham (c. 1754–1757);
- Dover House, Whitehall London (1754–1758);
- Serlby Hall, Nottinghamshire (1754–1773);
- Belford Hall, Northumberland (c. 1755–1756);
- Wallington Hall, Northumberland, ponte (1755);
- Gosforth House, Gosforth, Northumberland (1755–1764);
- Middlesex Hospital, Londra (1755–1778);
- Chatsworth House, Derbyshire (1756–1767);
- Norfolk House, Londra (c. 1756–1769);
- Ravensworth Castle (c. 1758)
- Cavendish Bridge (Wilne Ferry Bridge), Derbyshire (1758–1761)
- Stockeld Park, North Yorkshire (1758–1763)
- Axwell House, County Durham (1758);
- Kedleston Hall, Derbyshire (1759–1763);
- Bywell Hall, Northumberland (c. 1760)
- Brocket Hall, Hertfordshire (c. 1760–1775);
- Bramham Park, Yorkshire (c. 1760);
- Devonshire House, Londra (1760);
- Forcet Park, Yorkshire, Banqueting House (c. 1762);
- Arundel Castle, Sussex (1762);
- Sandbeck Park, Yorkshire (c. 1763–1768);
- Gopsall Hall, Gopsall, Leicestershire, tempio (c. 1764)
- Thorndon Hall, Essex (1764–1770);
- Weston Park, Staffordshire (c. 1765–1766), ponte e tempio di Diana (c. 1770);
- Melton Constable Hall, Melton Constable Norfolk (c. 1767);
- Burton house, Lincolnshire (1767–1771);
- Britwell house, Oxfordshire (c. 1768);
- Shrubland Park, Suffolk (c. 1769–1772);
- Moor Park, Surrey (c. 1770–1775);
- Bagshot Park, Surrey (1770–1772);
- Chillington Hall, Staffordshire, ponte (c. 1770) e tempio (1772–1773);
- Wardour Castle, Wiltshire (1770–1776);
- Sayes Court, Surrey (c. 1773).

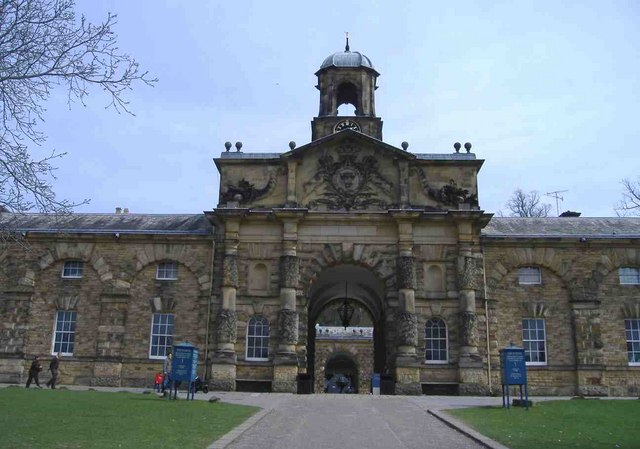
Chatsworth, Derbyshire
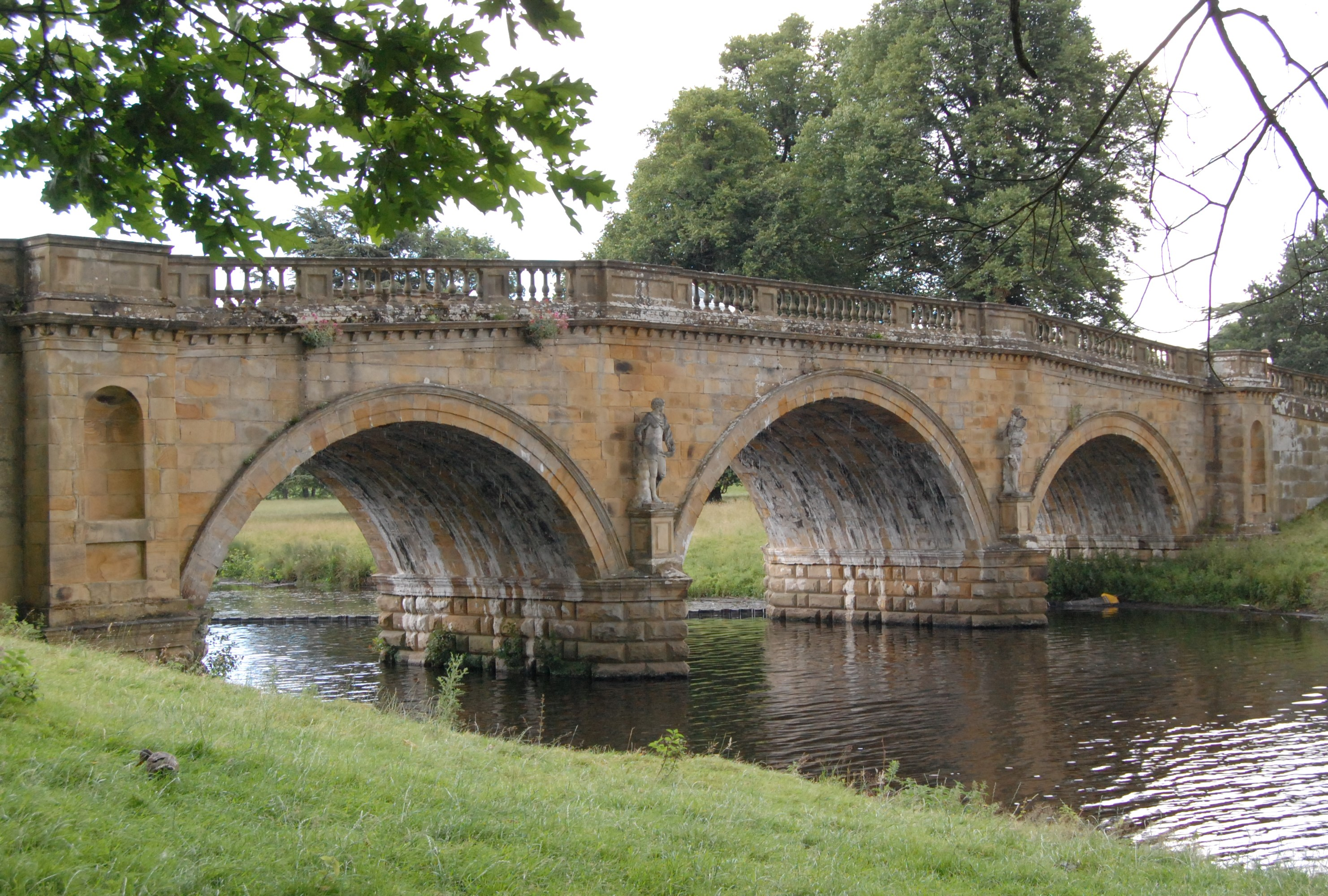
Ponte, Chatsworth
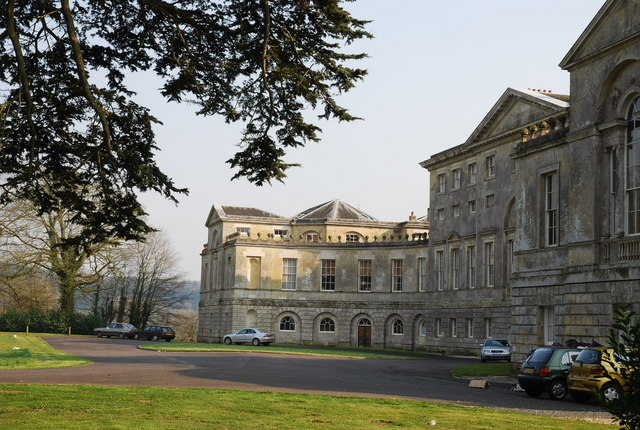
New Wardour Castle, Wiltshire
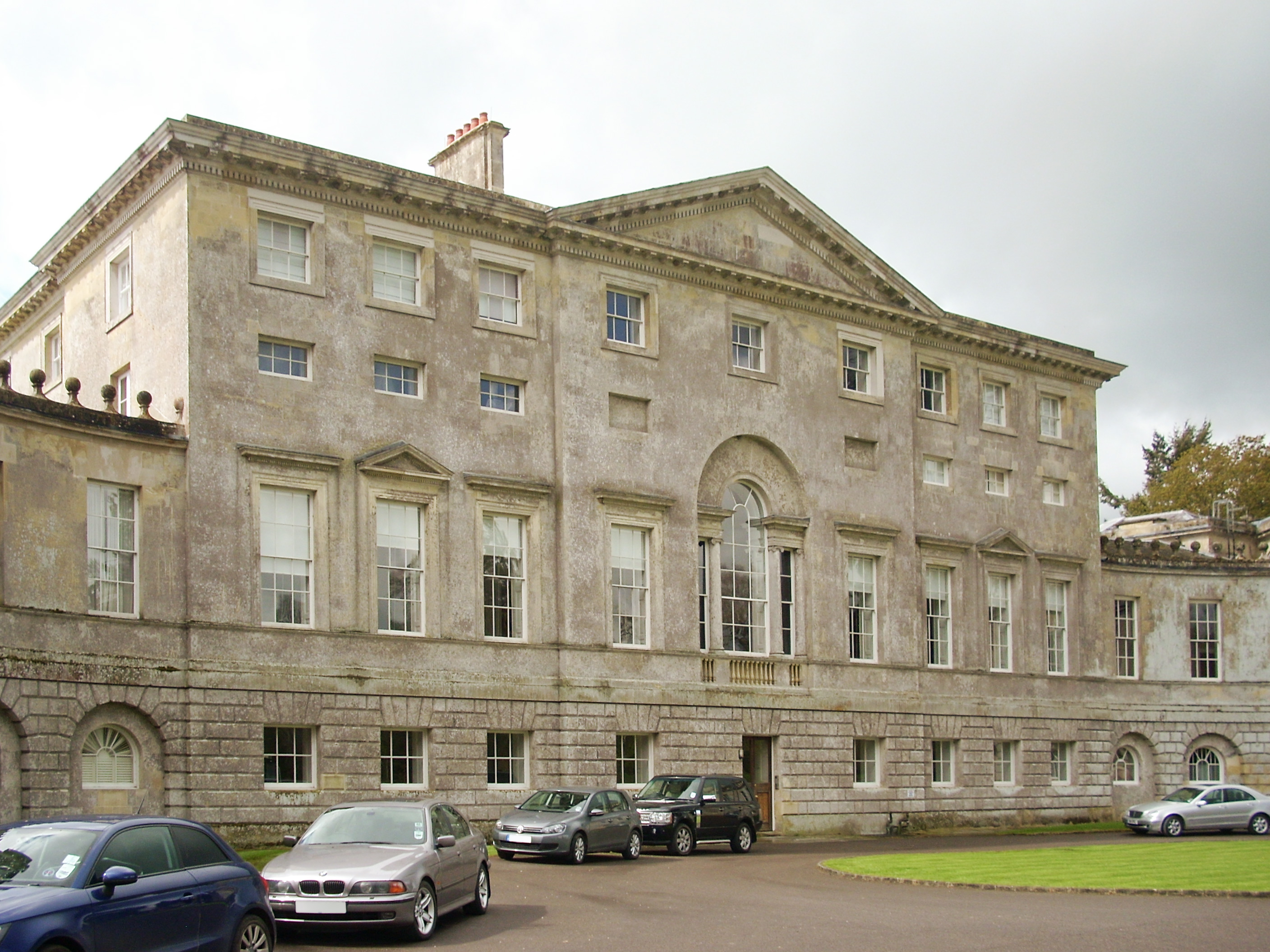
New Wardour Castle, Wiltshire
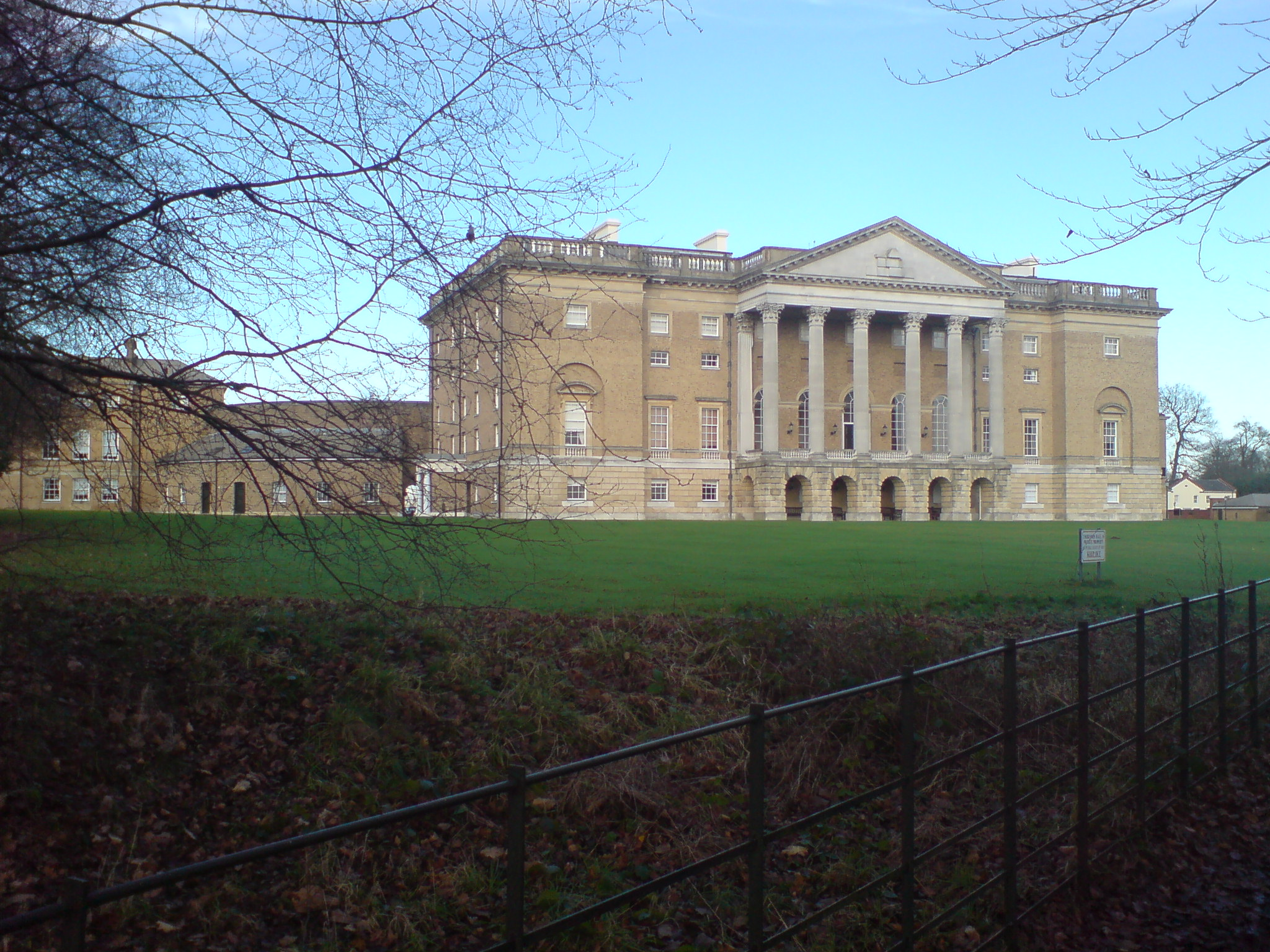
Thorndon Hall, Essex
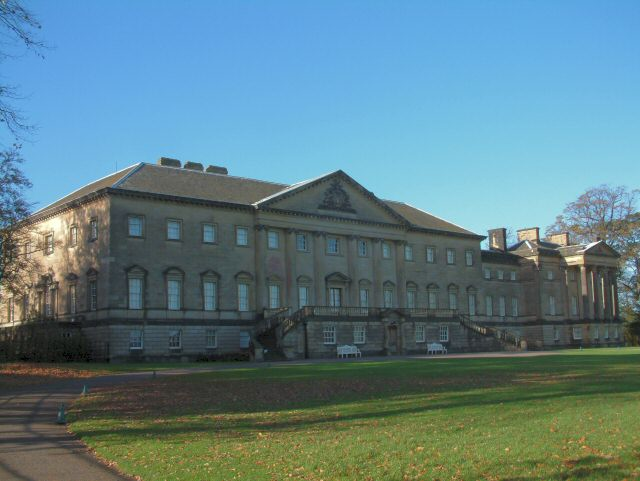
Nostell Priory, Yorkshire
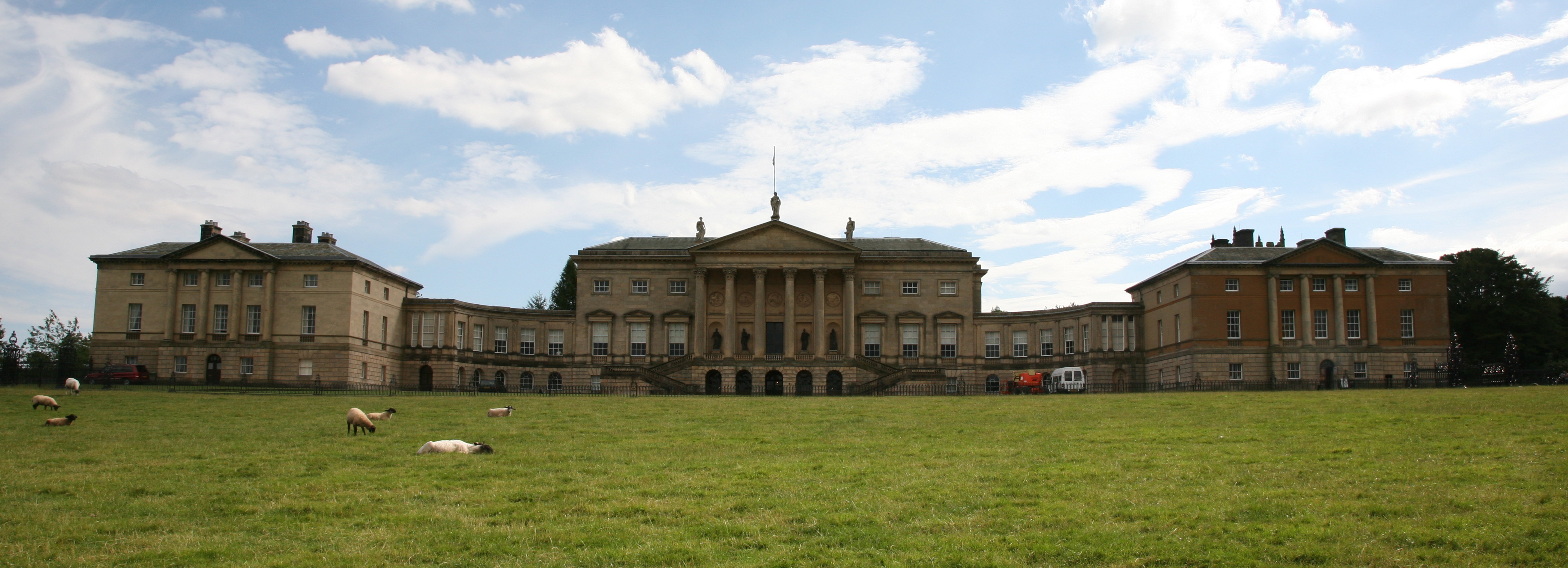
Kedleston Hall, Derbyshire
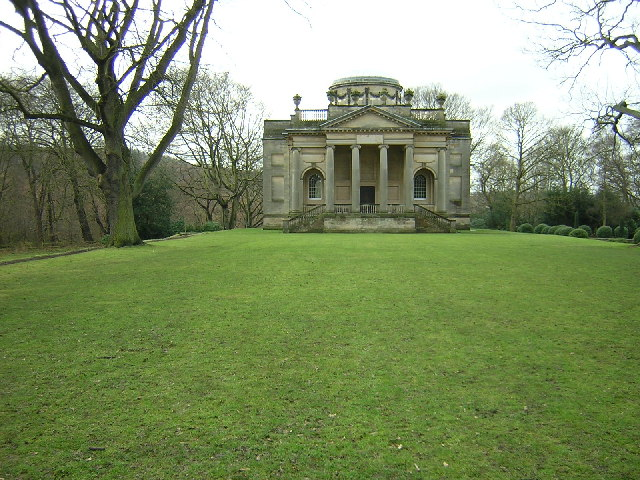
Gibside Chapel, County Durham
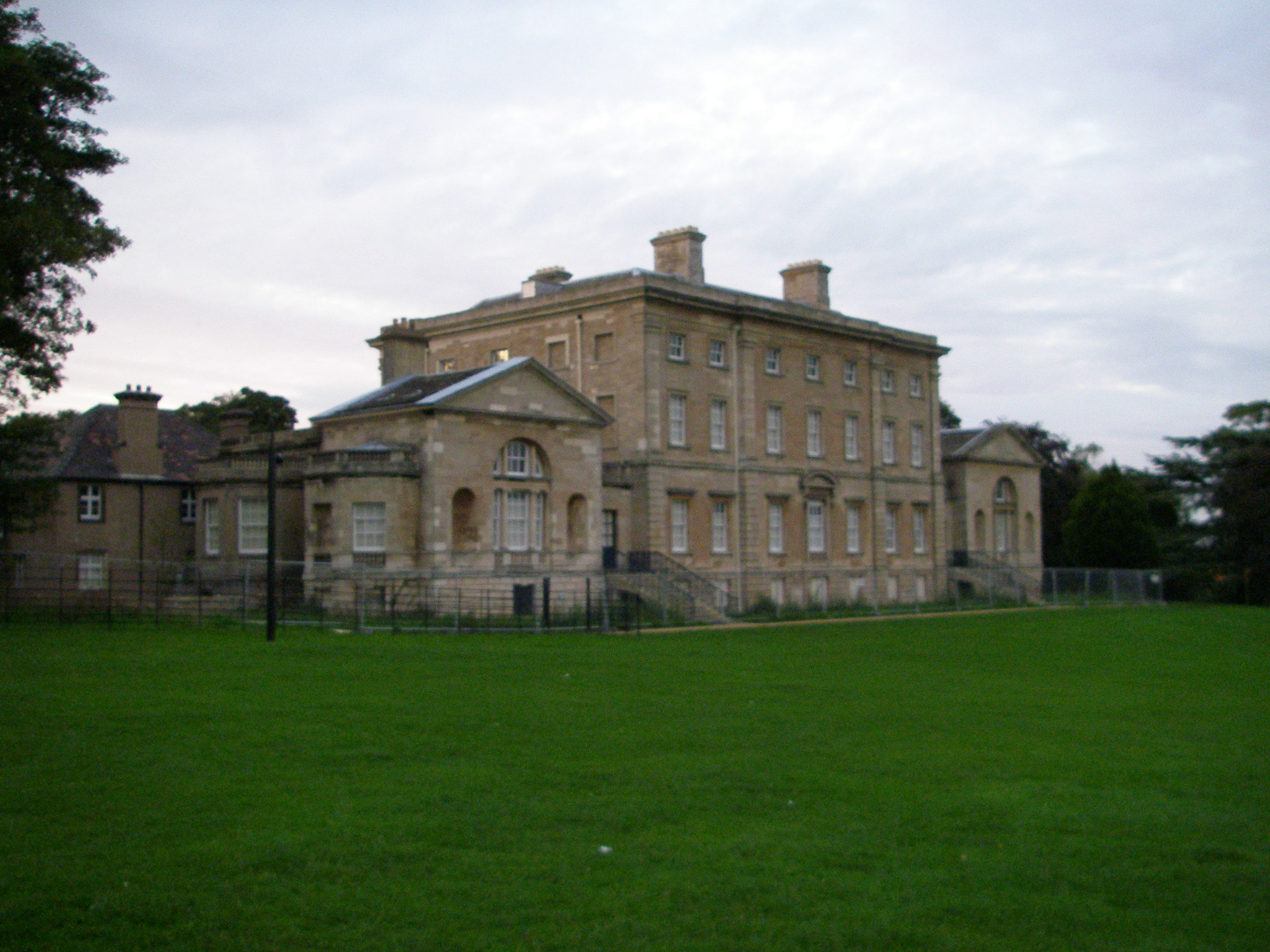
Cusworth Hall
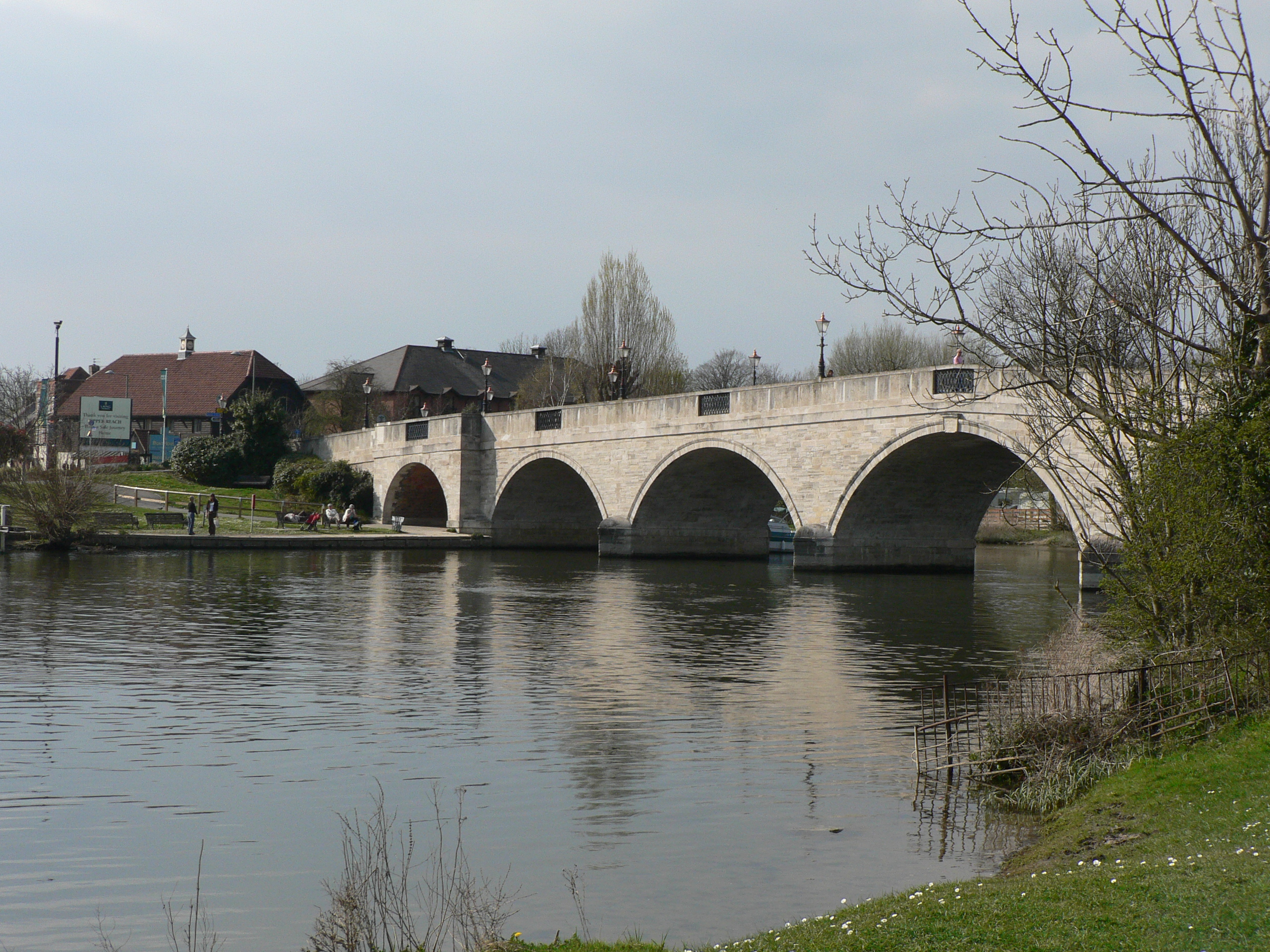
Chertsey Bridge, Surrey
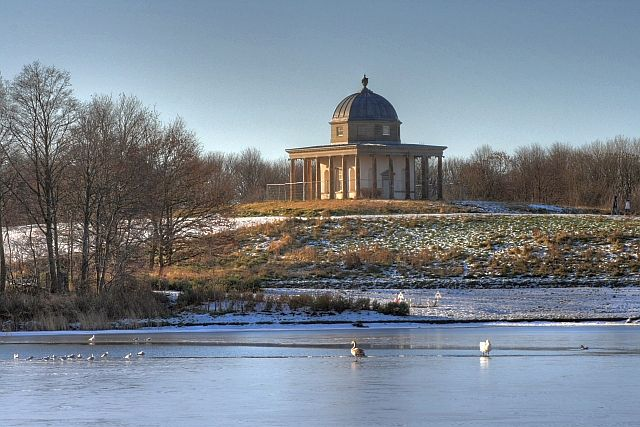
Tempio di Minerva, Hardwick Sedgefield
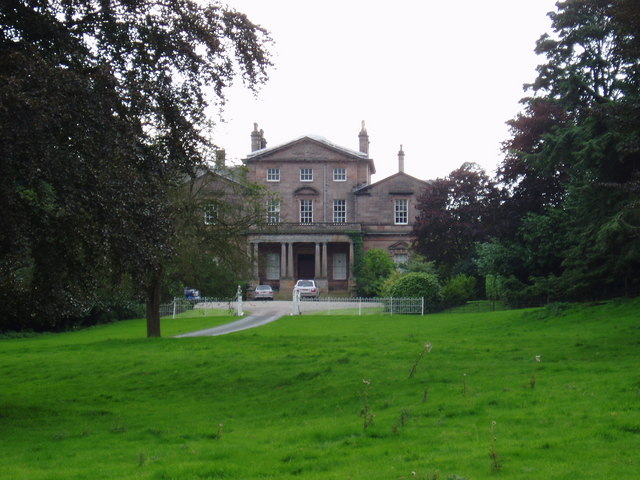
Stockeld Park, Yorkshire
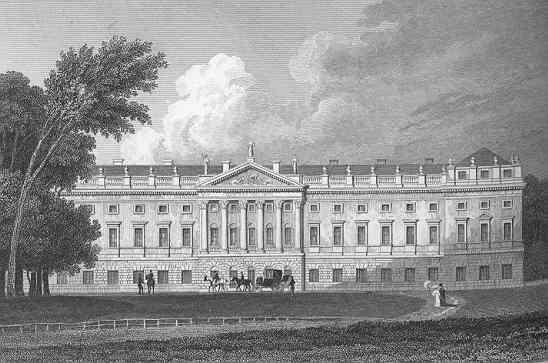
Worksop Manor, Nottinghamshire
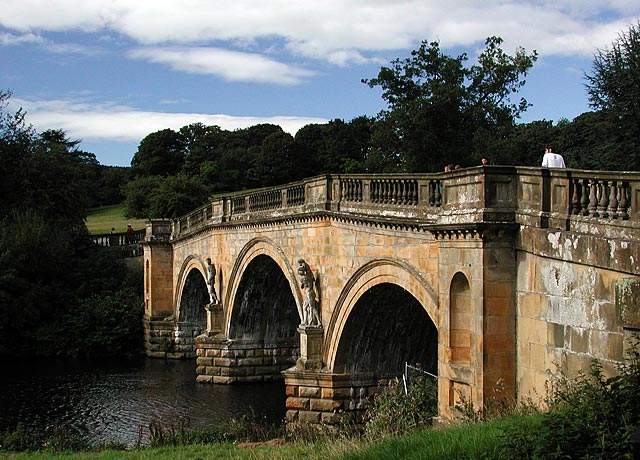
Ponte sul Derwent, Chatsworth House, Derbyshire
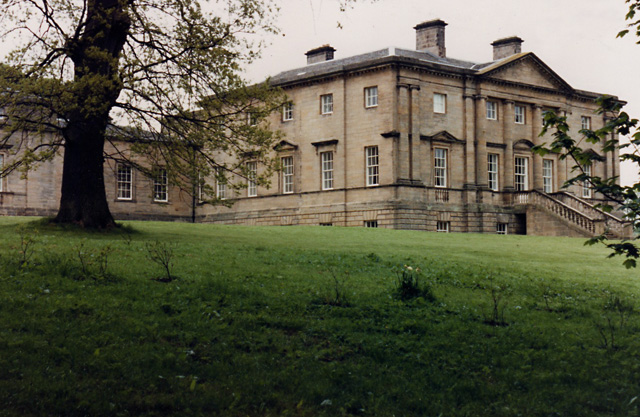
Belford Hall, Northumberland
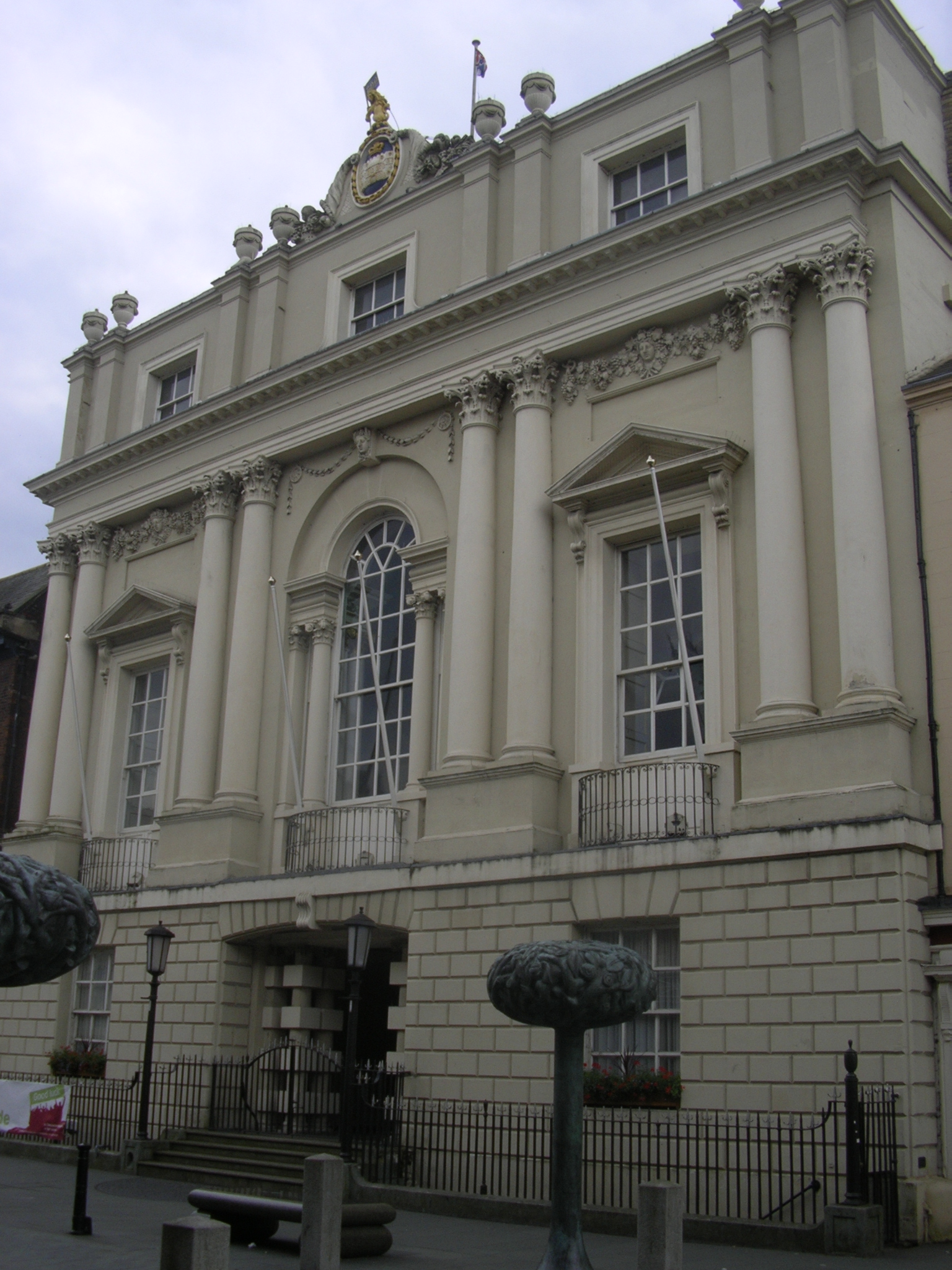
Mansion House, Doncaster, Yorkshire
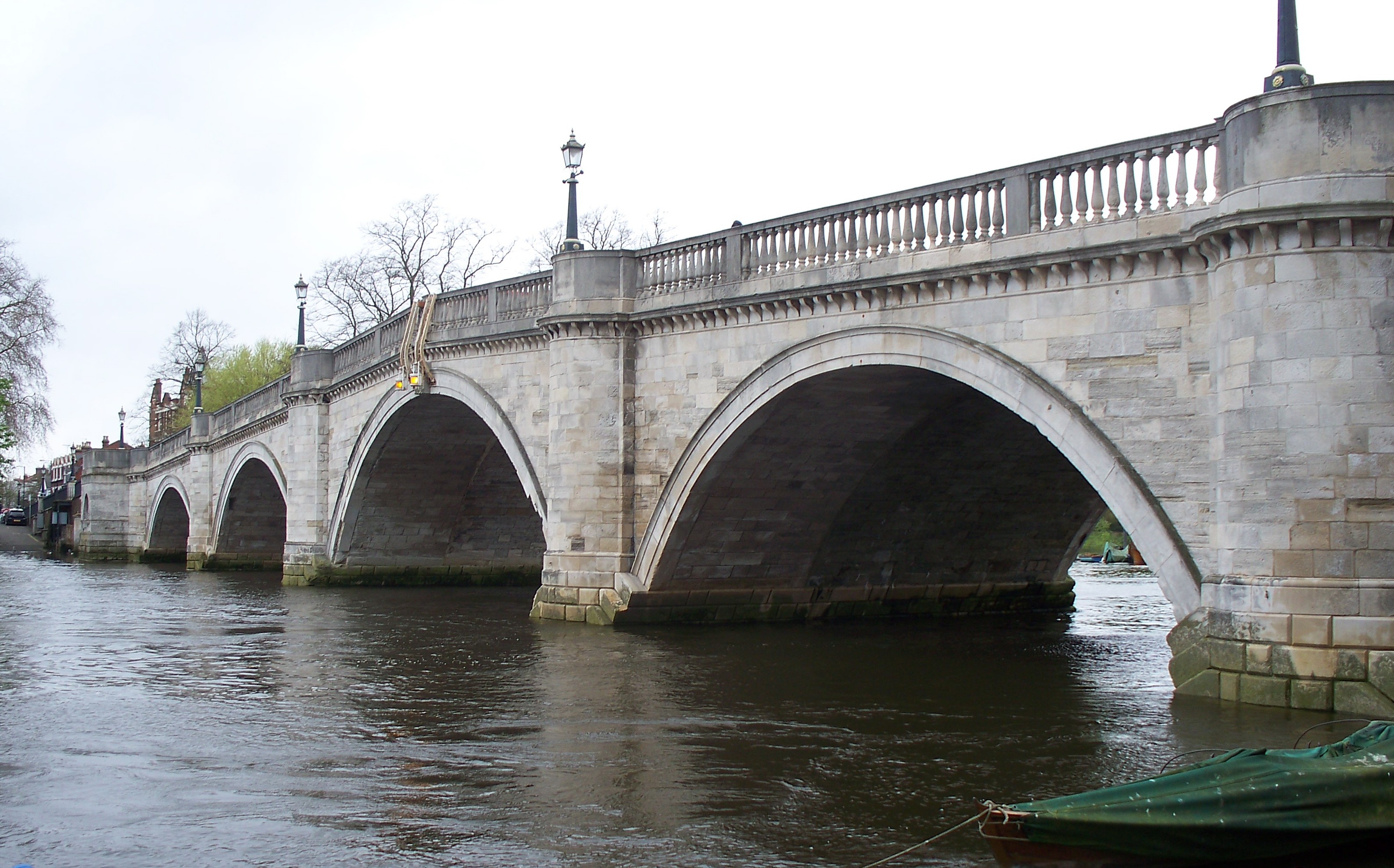
Richmond Bridge, Richmond, Londra